# Hoplobatrachus
Hoplobatrachus (лат.) — род земноводных из семейства Dicroglossidae. Насчитывает пять видов.

## Описание
Общая длина представителей этого рода колеблется от 10 до 18 см. Голова короткая, морда заострённая, почти треугольная. У самцов есть пара горловых резонаторов. Туловище массивное и толстое. На коже присутствуют складки различного размера. Конечности сильные, особенно задние, с вытянутыми пальцами, имеющими перепонки. Окраска коричневого, оливкового, бурового цвета с различными оттенками. По основному фону проходят многочисленные пятнышки.

## Образ жизни
Любят тропические и субтропические места, саванны, побережье различных водоёмов. Активны ночью. Питаются различными беспозвоночными, грызунами, мелкими пресмыкающимися, молодыми лягушками.
Это яйцекладущие земноводные.

## Распространение
Обитают к югу от пустыни Сахары, от Афганистана, Пакистана, Индии, Шри-Ланки до южного Китая.

## Классификация
На ноябрь 2018 года в род включают пять видов:
- Hoplobatrachus crassus (Jerdon, 1854)
- Hoplobatrachus litoralis Hasan et al., 2012
- Hoplobatrachus occipitalis (Günther, 1858)
- Hoplobatrachus rugulosus (Wiegmann, 1834)
- Hoplobatrachus tigerinus (Daudin, 1802) — Тигровая лягушка, или индийская тигровая лягушка